# Histoire de Calais

Les armoiries de la ville de Calais se blasonnent ainsi :
De gueules à l'écusson cousu d'azur chargé d'une fleur de lis d'or soutenue d'un croissant d'argent, l'écusson timbré d'une couronne royale d'or, accosté de deux croix de Lorraine d'argent et soutenu, en pointe, d'un besant d'argent chargé de la croix de Jérusalem d'or.
Ce blason fut accordé, en 1558, par le roi Henri II après la reprise de Calais aux Anglais.
Ornements extérieurs :
Croix de chevalier de la Légion d'honneur.
Croix de guerre 1914-1918.
Croix de guerre 1939-1945.

Cet article décrit l'histoire de Calais, commune française située dans le département du Pas-de-Calais et dans la région Hauts-de-France. La ville actuelle de Calais est la réunion de l'ancienne ville antique, cité industrielle, et du courghain, la cité de Calais originelle, cité de marins pêcheurs.

## Antiquité
Durant l'époque gallo-romaine, le Calaisis fut une base de départ de plusieurs tentatives de débarquement en Angleterre. Jules César y rassembla une flotte de 800 à 1 000 voiles, avec cinq légions et 2 000 chevaux, à la conquête de ce territoire.

## Moyen Âge

### Calais, ville fortifiée
En 997, Baudouin IV de Flandre fait améliorer la sécurité du port en le faisant défendre par deux grosses tours qui semblaient déjà exister puisqu'attribuées à Caligula, l'une située au milieu des sables au nord de la ville, et l'autre protégeant l'embouchure de la rivière de Guignes, alimentée par le marais de Guînes à l'époque situé sur le littoral qui était plus en arrière des terres qu'aujourd'hui à cause de la transgression marine Dunkerque II.
En 1224, Philippe Hurepel (aussi dit Philippe de France), comte de Boulogne et fils de Philippe Auguste, fait fortifier la ville « d'un mur flanqué de petites tours de distance en distance », signe de l'importance stratégique de la place.
Trois ans après, il y fait élever un « vaste donjon », qui sera démoli en 1560 pour être remplacé par une citadelle.

### Le siège de Calais par les Anglais (1346-1347)

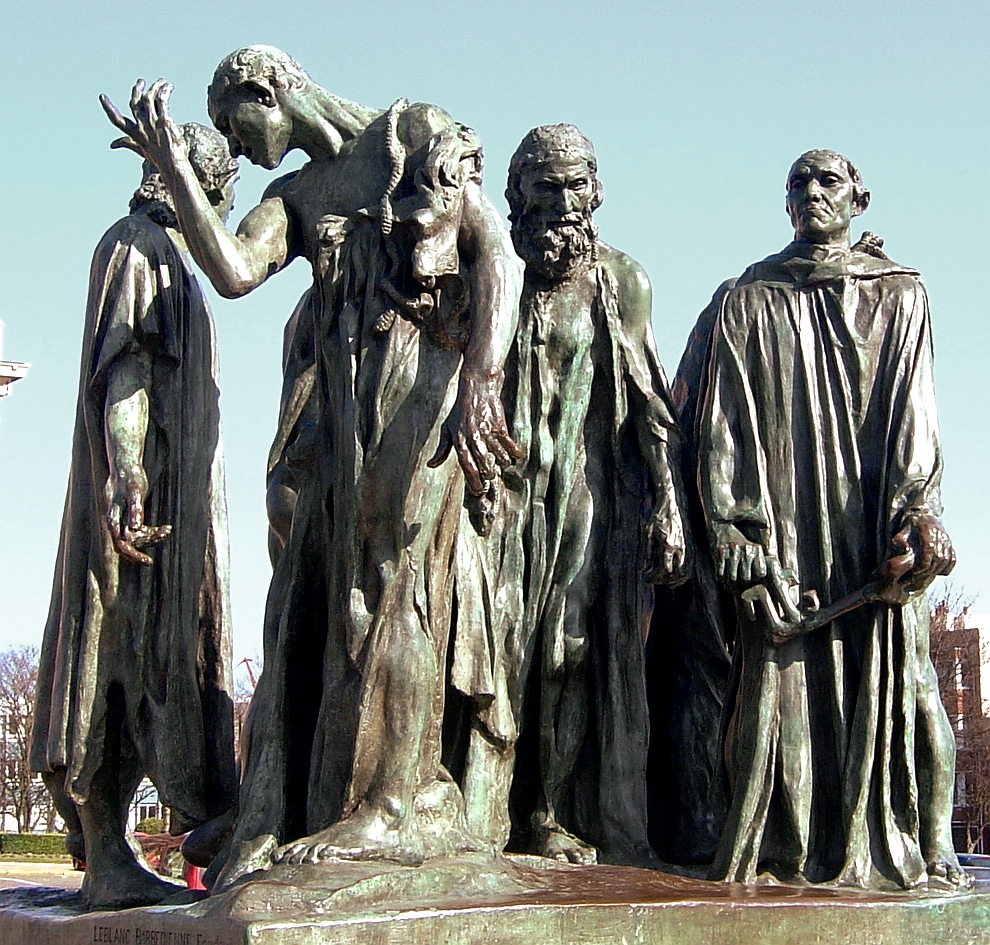
Statue des bourgeois de Calais par Rodin.

Lors de la guerre de Cent Ans, le roi Édouard III d'Angleterre, issu de la maison angevine des Plantagenêts, revendiqua la couronne de France. Après sa victoire à Crécy en 1346, recherchant une ville portuaire pour y débarquer ses troupes, il se presse de commencer, le 4 septembre 1346, l’investissement de la place pour un siège qui devait durer onze mois.
La ville, protégée par les marais inondés à chaque marée, était alors défendue par une garnison placée sous le commandement d’un chevalier originaire de Bourgogne, Jean de Vienne, secondé par un certain nombre de chevaliers d’Artois dont Jean Froissart nous a transmis les noms : Arnoul d'Audrehem, Jehans de Surie (ou de Sury), Baudouins de Belleborne (ou de Bellebrune), Joffroy de le Motte, Pépin de Were (ou de Wiere, ou de Werie). La chronique normande y ajoute les sires de Beaulo et de Grigny.
Voyant l’armée anglaise décidée à aller jusqu'au bout, Jean de Vienne, craignant avec raison d’être contraint par la famine à se rendre, résolut de se défaire de bouches inutiles et d’expulser de la ville les personnes dépourvues de biens et de provisions (entre 500 et 1 700 personnes selon les chroniqueurs).
Il y eut peu de batailles sur terre autour de Calais, mais en mer, le roi anglais fit placer vingt-cinq bateaux devant Calais. Des navires génois, au service de la France, ainsi que des navires normands et d'autres d’Abbeville, réussirent cependant à forcer le blocus pour ravitailler Calais et ses assiégés.
Édouard III résolut de bloquer l’entrée du chenal avec des obstacles de toute nature et à partir de juin 1347, il fut impossible pour les Français de ravitailler Calais.
En désespoir de cause, Jean de Vienne écrivit une lettre à Philippe VI de Valois, lui demandant de venir lui porter secours : « …la garnison n’avait d’autres alternatives que de tenter une sortie désespérée : nous aimons mieux mourir aux champs honorablement que de nous manger l’un l’autre ! » Cette lettre transmise par l’intermédiaire d’un bateau génois fut interceptée par la marine anglaise et ne parvint donc jamais à Philippe VI.
Le 27 juin 1347, l’armée française parut néanmoins à hauteur de Sangatte. Des Flamands et des Teutons se portèrent du côté anglais, et des Hennuyers du côté français. Deux légats du pape négocièrent une trêve de trois jours. L'investissement de Calais par les Anglais empêchant le roi de France d’intervenir, Jean de Vienne, pressé par la population assiégée depuis onze mois, demanda alors à négocier la reddition de la ville à condition d’épargner la population et la garnison.
Furieux de la résistance de Calais, Édouard III voulait en massacrer la population, mais il accepta néanmoins, aux termes de cette négociation, de l’épargner à la condition que six notables viennent à lui, tête et pieds nus, avec une corde autour du cou pour être pendus : ce furent Eustache de Saint Pierre, Jehan d’Aire, Pierre de Wissant et son frère Jacques, Jean de Fiennes et Andrieux d’Andres.
À leur arrivée auprès d’Édouard III, ces six bourgeois de Calais furent toutefois épargnés grâce à l’intervention de son épouse, Philippa de Hainaut, qui, fondant en larmes, implora son mari de les épargner. Édouard III céda, mais exila tous les Calaisiens qui ne lui faisaient pas serment d’allégeance pour les remplacer par des sujets anglais.
Face à l'hôtel de ville de Calais, l’original des neuf copies du monument exécuté par Auguste Rodin, les Bourgeois de Calais, est érigé en commémoration de cet évènement.

### L’occupation anglaise (1347-1558)

Le drapeau à croix nordique de Calais.

La ville fut occupée par les Anglais, fin août 1347, et le roi rembarqua pour l’Angleterre, laissant des troupes à la garde de Calais sous les ordres de Jean de Montgomery au service du roi anglais, avec les chevaliers français prisonniers – parmi lesquels les précités Jehan de Vienne, Jehan de Sury et Ernoul d'Audrehem.
Philippe VI racheta ces nobles prisonniers lorsqu’ils furent mis à rançon en 1348 après être demeurés six mois en Angleterre.
Pendant trois ans, à partir de 1347, Édouard III étant satisfait de maintenir Calais, des trêves furent conclues entre la France et l’Angleterre.
La charte municipale de Calais précédemment accordée par la comtesse d’Artois fut confirmée la même année par Édouard.

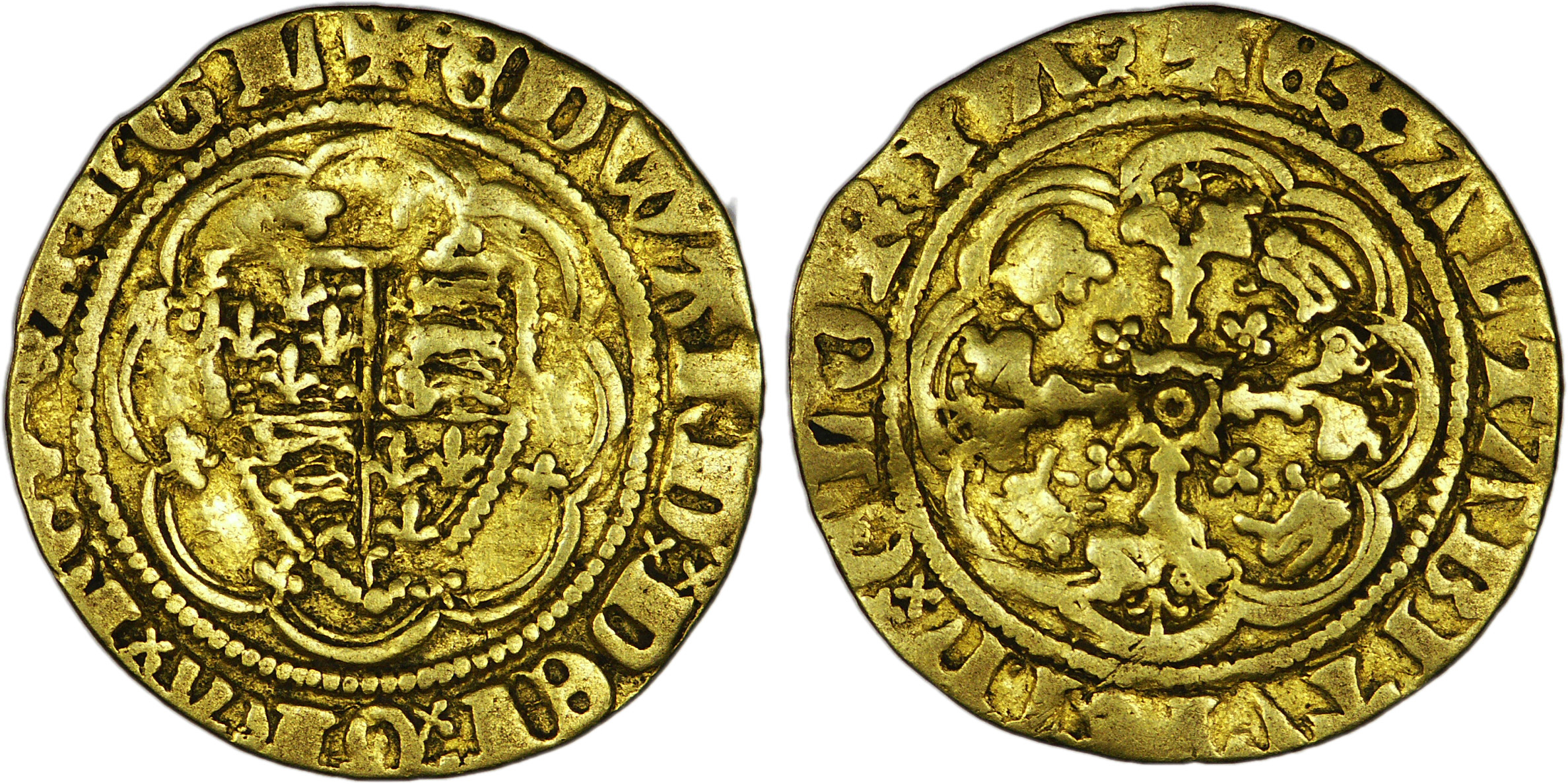
Quart de noble d'or frappé à Calais entre 1361 et 1369 au nom d’Édouard III au cours de l'occupation anglaise de la ville.

En 1360, le traité de Brétigny soumit Guînes, Marck et Calais - collectivement dénommés Pale of Calais (« Calaisis » en français) - à la domination anglaise à perpétuité, mais cette soumission fut informelle et n’a été appliquée qu’en partie.
En 1363, Calais devient port douanier. Le 3 juin 1369, Édouard III revendique à nouveau la couronne de France, et en août 1369, le duc Jean de Lancastre débarque à Calais et s'avance jusqu'au pays de Caux.
Devenue division administrative parlementaire, elle envoie, à partir de 1372, des représentants à la Chambre des communes du Parlement d'Angleterre, gardant toutefois un lien avec la France en continuant de faire partie du diocèse ecclésiastique de Thérouanne.
Pendant ces années, Calais fut considérée comme faisant partie intégrante du royaume d’Angleterre.
Au-dessus de la porte principale, une inscription (Then shall the Frenchmen Calais win When iron and lead like cork shall swim) proclamait qu’elle ne serait française que lorsque le fer et le plomb flotteraient comme le liège.
La grande importance de Calais comme lieu d’accès au commerce de l’étain, du plomb, du tissu et des laines — de loin, l’élément le plus important — lui vaut d’être qualifiée de « joyau le plus brillant de la couronne anglaise »,. Ses recettes douanières s’élevaient parfois à un tiers du revenu du gouvernement anglais. Sur une population d’environ 12 000 habitants, 5 400 étaient liés au commerce de la laine. Un officier de la Couronne d'Angleterre, le trésorier de Calais (Treasurer of Calais) y administrait les finances royales.
Le gouvernorat de Calais était une charge publique lucrative fort prisée ; ainsi, Richard Whittington fut simultanément seigneur-maire de Londres et de Calais en 1407.

### Le siège de Calais par Philippe le Bon, duc de Bourgogne (1436)
En 1435, une rencontre fut proposée à Arras entre Bourguignons, Français et Anglais en vue de faire cesser les hostilités : les Anglais refusèrent cependant de participer aux négociations. Le roi Charles VII de France et le duc de Bourgogne Philippe le Bon conclurent une alliance défensive, le traité de paix d'Arras du 21 septembre 1435,, ce qui mécontenta les Anglais.
Ceux-ci attaquèrent les terres du duc et 1 500 Flamands menés par Jean de Croÿ furent défaits dans le Boulonnais par 2 000 Anglais. La population de Londres fut « autorisée » à piller les maisons des Hollandais, Flamands et Picards (tous sujets bourguignons) établis dans la capitale anglo-saxonne. Les Flamands irrités se soulevèrent et le duc de Bourgogne, furieux d’apprendre que ses ambassadeurs avaient été malmenés à Londres, déclara dès lors la guerre à l'Angleterre : il prit quelques possessions anglaises telles le château d’Oye, dont il fit pendre une partie de la garnison, Sangatte, Vaucliguen et diverses autres forteresses des environs.

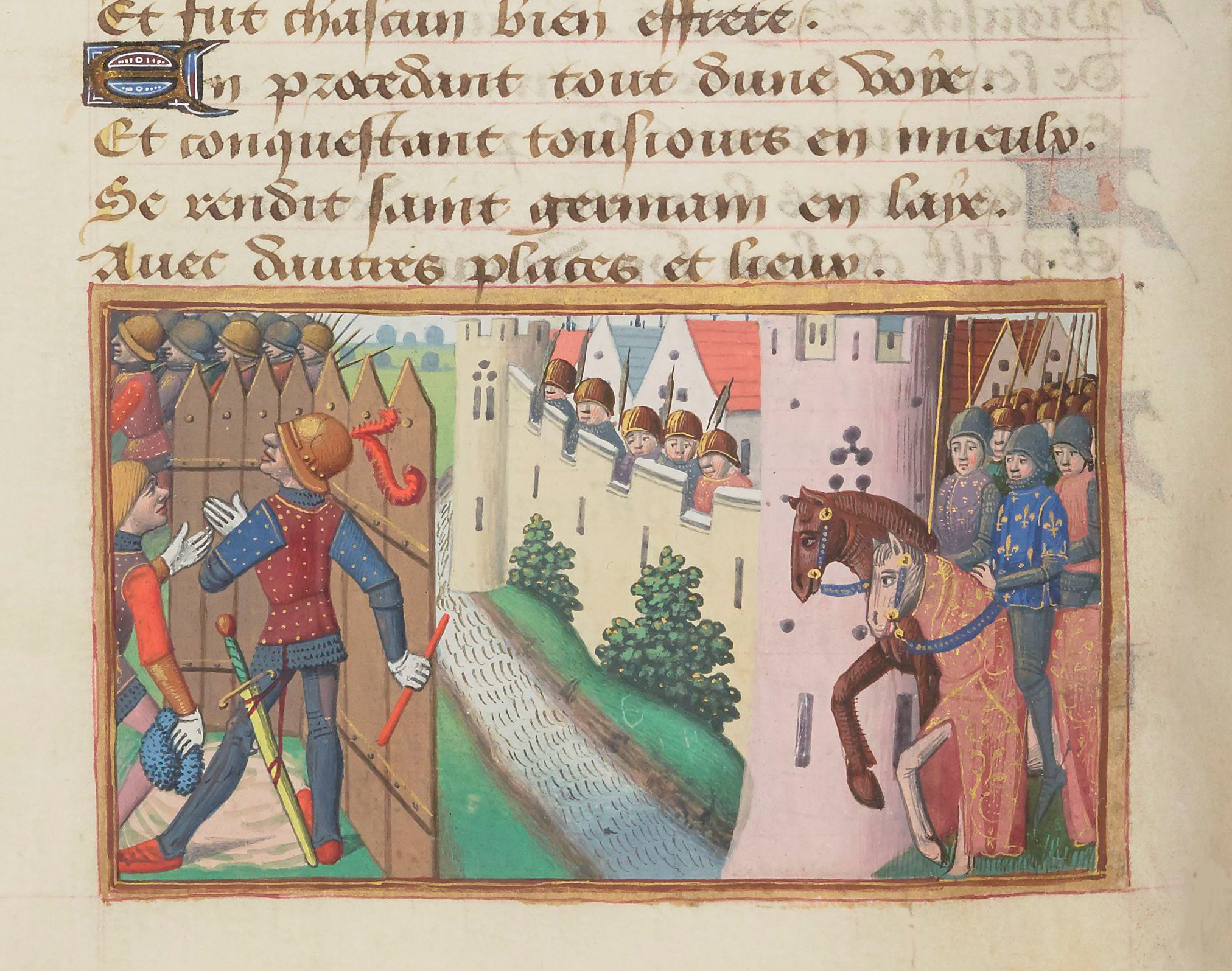
Siège de Calais, miniature du manuscrit de Martial d'Auvergne, Les Vigiles de la mort de Charles VII vers 1484 (BnF).

Puis, en juin 1436 , il  vint faire le siège de Calais avec des milices flamandes (des Gantois, au nombre de 17 000 hommes d’armes, et d’autres villes flamandes) ainsi qu’avec des troupes levées en Picardie et en Bourgogne et un grand nombre de ribauldequins, portans canons, coulevrines, arbalestres, et plusieurs aultres gros engins : environ 30 000 hommes aux ordres de Philippe le Bon se trouvèrent ainsi devant la ville de Calais.
Le duc de Bourgogne ordonna aussi au seigneur de Croÿ d’aller, de son côté, faire le siège de Guînes aux mains des Anglais.
Les milices flamandes, qui avaient pris le siège de Calais à cœur, en faisaient une croisade populaire en y allant en corps de peuple, bannières par bannières, apportant avec eux quantité de bagages, meubles et jusqu’à leurs coqs comme pour indiquer qu’ils y élisaient domicile jusqu’à la prise de la place. Après quelque temps, les assaillants flamands mirent cependant peu de zèle à continuer le siège car la ville était assez pourvue en hommes, en armes, en munitions et en vivres pour soutenir des assauts à long terme.
Les Flamands, ennuyés par la lenteur du siège, déclarèrent qu’ils n’étaient pas soutenus par d’autres sujets du duc, ni en mer par les Hollandais (la flotte menée par Jean de Hornes, sénéchal de Brabant, ne put bloquer le port de Calais avec ses cinq à six gros vaisseaux), ni sur terre par la noblesse wallonne. On reprocha même au duc d'en faire une affaire trop personnelle car il avait accepté le défi, proposé par l’intermédiaire d’un héraut anglais, d’une prochaine bataille contre 10 000 Anglais menés par le duc de Gloucester dont les troupes se mettaient en marche. Philippe le Bon, devant la débandade des milices flamandes inconstantes et turbulentes, ne put retenir celles-ci et fut forcé de faire lever le siège en juillet 1436.
Il fit stopper également le siège de Guînes et s’en retourna dans ses États, outré de l’indocilité de ses sujets et n’ayant pas même eu l’occasion de combattre les troupes du duc de Gloucester arrivées en renfort aux assiégés de Calais quelques jours plus tard.

### Fin de la période anglaise
En 1517, Calais est avec Anvers la seule ville continentale touchée par l'épidémie de suette qui frappe l'Angleterre.

## Époque moderne

### La reconquête française (1558)

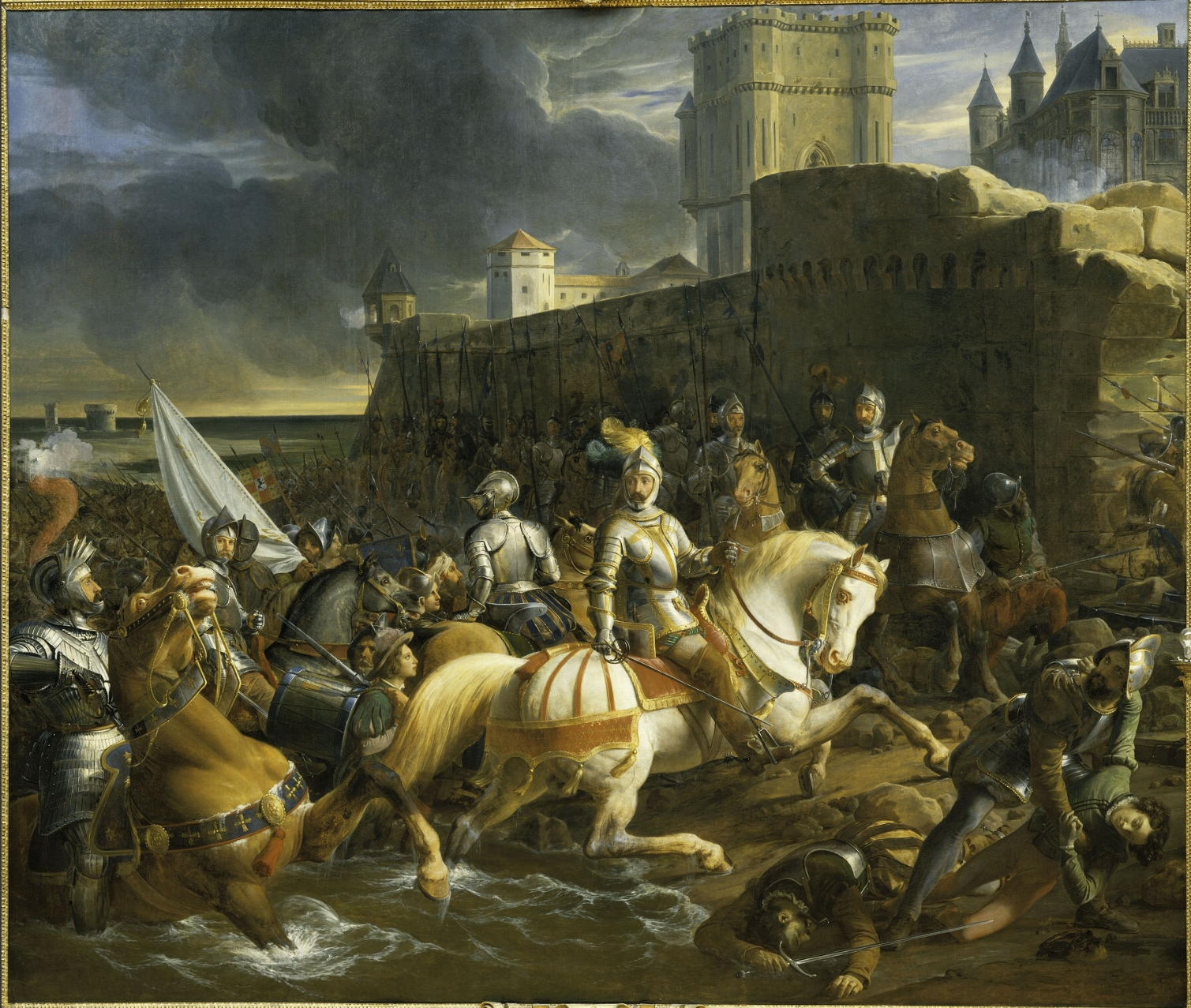
La prise de Calais par les Français
de François-Edouard Picot, 1558.

En l’absence de toute défense naturelle, le maintien de la mainmise anglaise sur Calais dépendait de fortifications entretenues et améliorées à prix d’or. La proximité de la frontière franco-bourguignonne mettait fréquemment la domination anglaise à l’épreuve, et elle dut largement sa longévité à cette rivalité entre la Bourgogne et la France, toutes deux convoitant la ville mais préférant la voir aux mains des Anglais plutôt que de leur rival.
En 1540, plusieurs membres de la famille Plantagenêt vivant à Calais ont été arrêtés sur des soupçons de trahison, sur l'accusation d'un complot visant à rendre la ville de Calais au royaume de France. La suspicion tomba aussi sur Arthur Plantagenêt, alors représentant du roi d'Angleterre et chef de l’exécutif de la ville de Calais depuis 1533, qui fut rappelé en Angleterre et finalement arrêté le 19 mai 1540 puis emprisonné dans la tour de Londres où il mourut en 1542.
La victoire de la couronne française sur le duché de Bourgogne et son incorporation subséquente marquèrent la fin de ce statu quo. Ayant enfin les mains libres, Henri II nomme, à son retour d’Italie en 1557, le duc François de Guise, lieutenant général du royaume. Le 7 janvier 1558, celui-ci profite de l’affaiblissement de la garnison et du délabrement des fortifications pour reconquérir Calais. La reine Marie Tudor y vit un affreux malheur. Elle aurait dit en l'apprenant : « Après ma mort, si vous ouvrez mon cœur, vous y trouverez les noms de Philippe [son mari] et Calais »».
Lord Wentworth, gouverneur de la ville, et les habitants anglais de Calais et de Guînes furent alors renvoyés en Angleterre et le Calaisis fut renommé « Pays reconquis » pour commémorer le rétablissement de la domination française.
En 1596, Calais, défendue par 300 hommes du régiment de Picardie, fut prise par les Espagnols lors d’une invasion fomentée par la Ligue, à partir des Pays-Bas espagnols voisins. En 1598, l’Espagne rendit la ville à la France selon les termes de la paix de Vervins.

### XVIIesiècle
Au XVIIe siècle, la France continue de progresser dans la région. En 1658, la Bataille des Dunes permet à la France de s'emparer de Dunkerque. Le jeune roi Louis XIV vient assister à la prise de Bergues. Puis il se rend à Calais et y tombe malade : dans les premiers jours de juillet 1658, il déclare une violente fièvre qui l'affaiblit considérablement. On craint même pour sa vie. Il semble qu'il ait  été victime d'une intoxication alimentaire liée à la mauvaise qualité de l'eau bue doublée d'un accès de fièvre typhoïde. La fièvre dure quelques jours avant qu'il ne se remette grâce au traitement administré. Mais il y perd une bonne partie de ses cheveux, et à la suite de cet évènement, va relancer l'habitude des perruques'.

### XVIIIesiècle
En 1740, on reconstruit l'hôtel de ville qui datait de 1231. Au XVIIIe siècle, le port de Calais est fort ensablé. Ses activités de pêche et de commerce déclinent. La contrebande avec les Anglais, appelée smogglage (smuggling), perdure quelques années pour disparaître au profit des havres de Boulogne-sur-Mer et de Dunkerque. Calais n'a plus de port.

## Époque contemporaine

### De la Révolution française à la Première Guerre mondiale

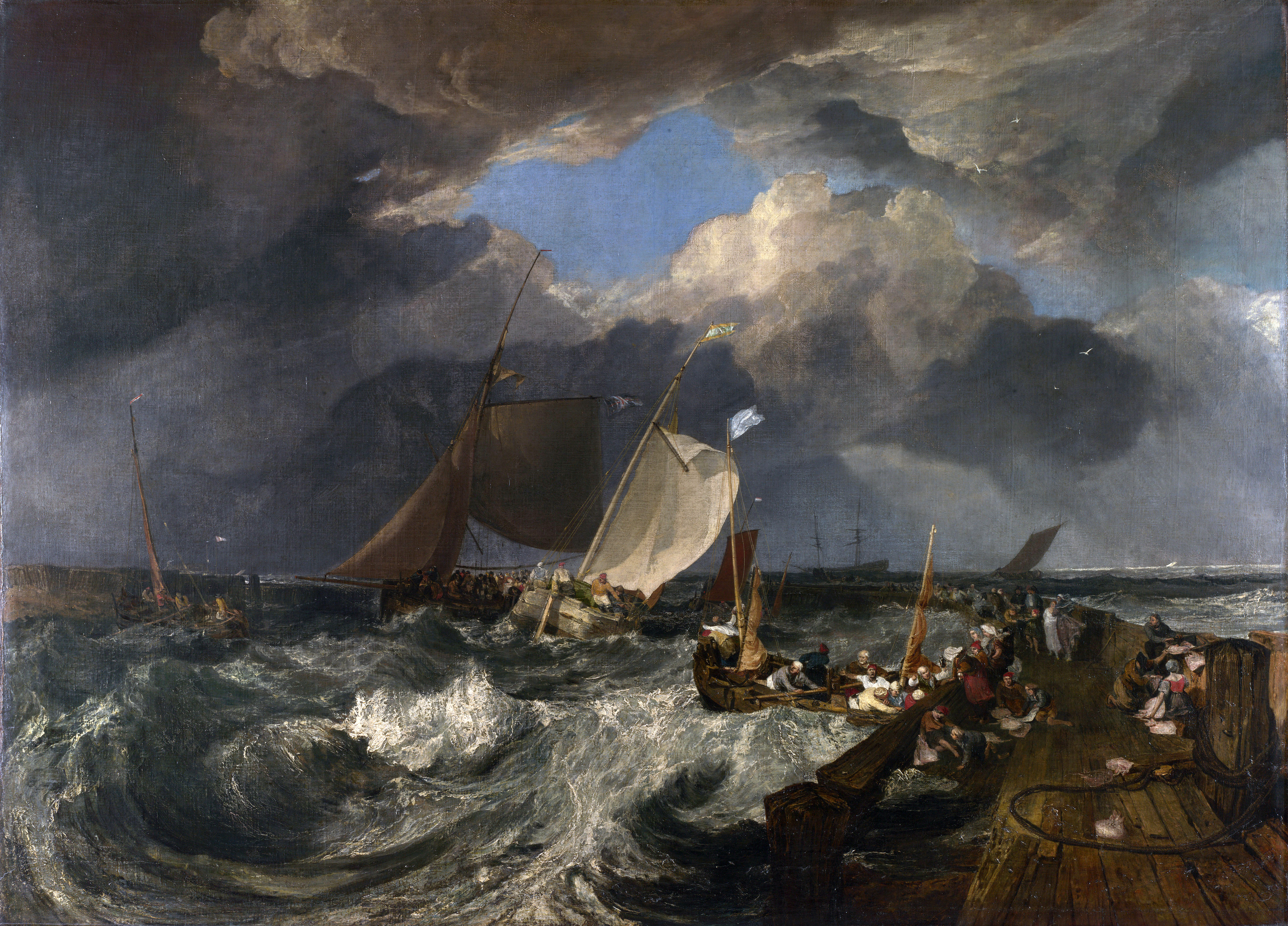
La Jetée de Calais : un ferry anglais arrive de William Turner, 1803, National Gallery, Londres.

Calais « place de guerre de 1re classe » fut à nouveau sur les lignes de front lors des guerres napoléoniennes opposant la France au Royaume-Uni.
Après la Révolution française elle possédait une « école d'hydrographie ».
Les bateaux de voyageurs venant d'Angleterre, appelés "packets", traversaient la Manche de Douvres à Calais. Le peintre anglais William Turner, lors de son premier voyage à l'étranger, prit ce chemin en 1802. Il a été alors « presque plongé » dans une tempête en mer. Il représente la scène dans un tableau de 1803 intitulé La Jetée de Calais, avec des "poissards" (petits bateaux de pêche) français se préparant pour la mer : un ferry anglais arrive : L'eau est agitée et des nuages d'orage sombres se rassemblent, bien qu'un rayon de soleil perce pour illuminer la voile blanche au centre de l'image. Au premier plan en bas à droite, un petit bateau de pêche tente de s'échapper pour éviter d'être battu contre le quai. La scène semble chaotique et il y a un risque de collision.
En 1805, Calais a accueilli l’armée de Napoléon et la flotte d’invasion pour son invasion avortée de la Grande-Bretagne.
Comme dans la plupart des grandes villes, se trouve à l'époque à Calais une loge maçonnique, fréquentée par des notables de la ville, la loge de Saint-Louis des Amis-Réunis, Orient de France, laquelle avait pour particularité d'organiser, au moins en 1805 et 1806, un concours de littérature maçonnique entre les francs-maçons de nombreuses villes sur des sujets liés à la franc-maçonnerie.

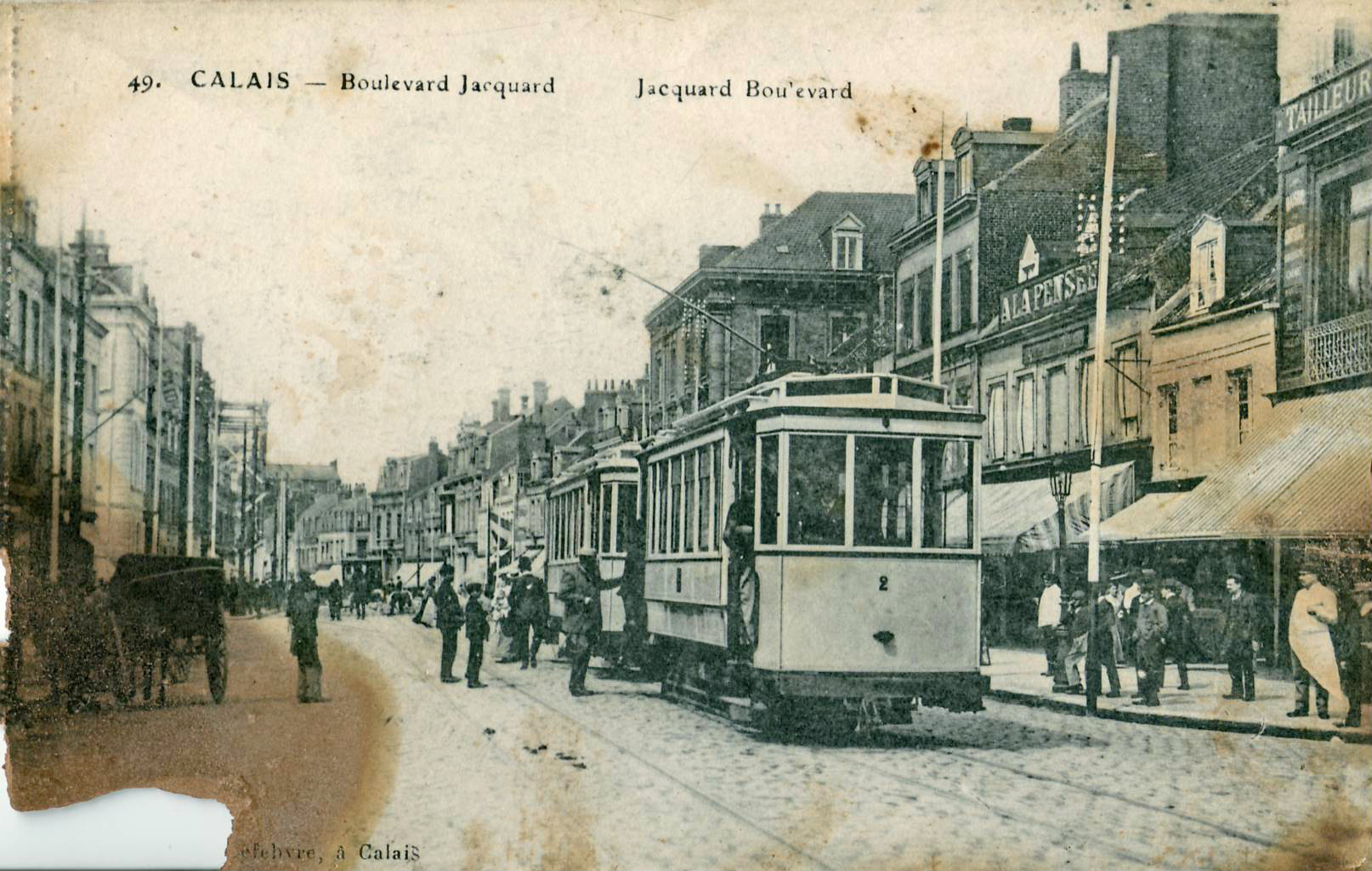
Rame de tramway avant la Première Guerre mondiale, sur le boulevard Jacquard.

À la fin du XIXe siècle, Calais se développe avec notamment la construction de lignes de tramway en 1879.
En 1885, la ville de pêcheurs, peuplée de 13 529 habitants, est réunie à son industrielle voisine de Saint-Pierre-lès-Calais, peuplée, au recensement de 1881, de 33 290 habitants ;  celle-ci, durant la Révolution, porta le nom de Dampierre-les-Dunes. En fusionnant, Calais devient la commune la plus peuplée du département devant Boulogne-sur-Mer et Arras.
La ville fut desservie par un réseau de tramway de 1879 à 1940.
En octobre 1888, un paquebot, La ville de Calais, explose à Calais Nord. L'évènement provoqua un vif émoi dans la ville, fit des victimes, deux morts, deux blessés et un disparu parmi les marins, un incendie qui dura toute la nuit et des dégâts matériels aux alentours (vitres brisées).
À partir de 1816 des denteliers anglais de Nottingham s'installent à Calais afin de pouvoir vendre de la dentelle et du tulle sur le marché français très demandeur en s'affranchissant des droits de douane. Les contacts avec l'Angleterre restent nombreux du fait de sa proximité. En 1841 les Britanniques constituent 17% de la population de Saint-Pierre-lès-Calais, soit 1600 personnes ; ils sont 3081 en 1881 soit 9% de la population.
Le développement de l'industrie textile à Calais ne va pas sans conflits sociaux, à la fin du XIXe et au début du XXe siècle, en raison notamment des faibles rémunérations des ouvriers, de la durée de la journée de travail (souvent 11 heures/jour avant les lois du début du XXe siècle et celles votées sous le Front populaire) et de la difficulté du travail lui-même. En novembre 1900, débute ce qu'on appellera ensuite « la guerre en dentelle » : 25 000 tullistes se mettent en grève. Celle ci durera jusqu'à fin février et aura duré près de quatre mois. Les ouvriers s'entraident à cette période des deux côtés de la Manche, organisant à Nottingham des collectes pour soutenir les grèves calaisiennes et inversement.

### Les bombardements de la Première Guerre mondiale

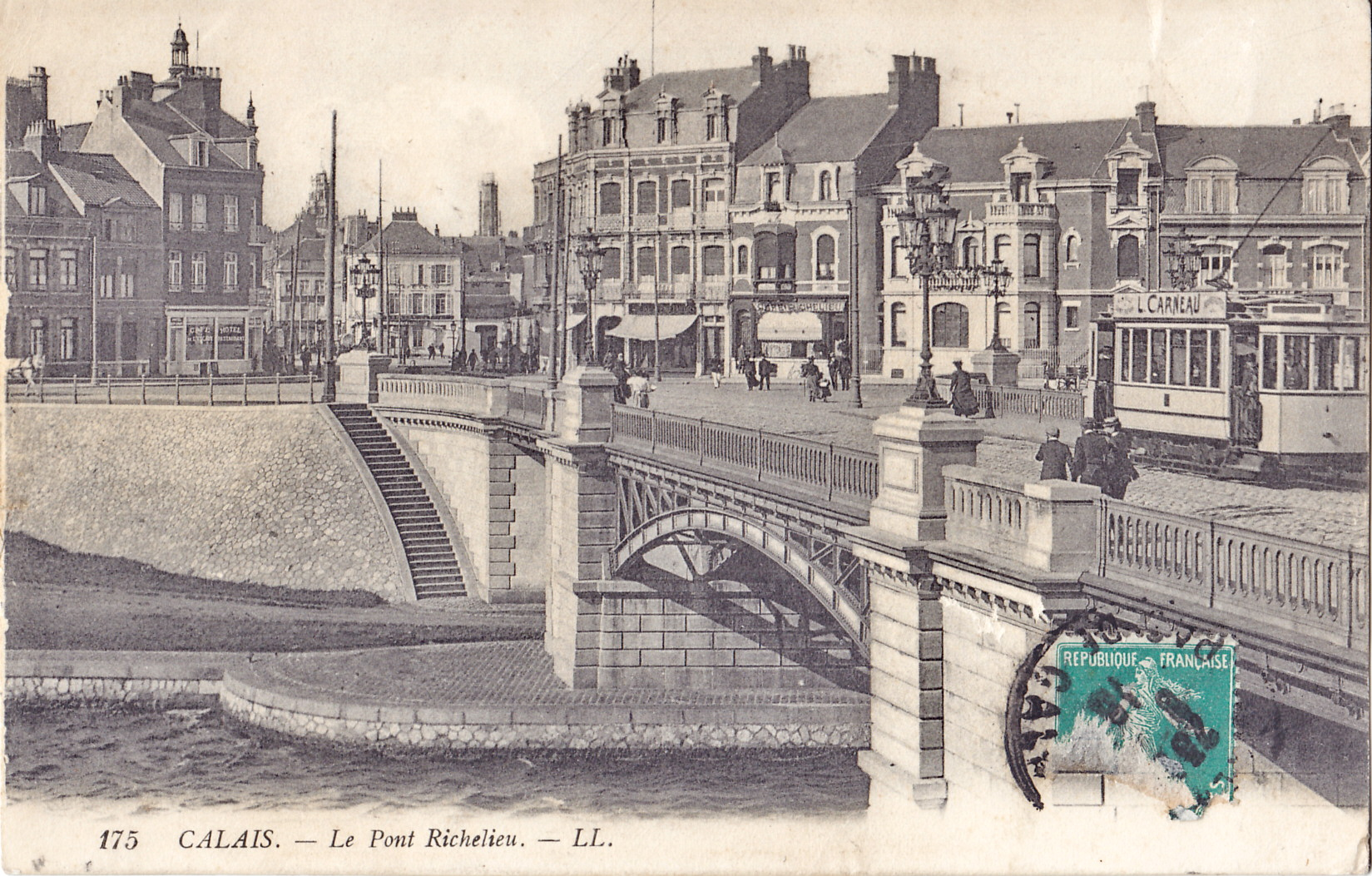
Ambiance urbaine du Pont Richelieu, avant la Première Guerre mondiale.

Lors de la Première Guerre mondiale, Calais fut la première ville française à subir une attaque de dirigeables.
Le 23 février 1915, le zeppelin ZX survole la ville de nuit. À 4 h 20, une dizaine d’explosions réveille les Calaisiens, la gare des Fontinettes et les voies ferrées sont visées mais elles ne subissent que de légers dégâts. Toutefois, au 8 de la rue Dognin, il y a cinq morts.
Un couvre-feu est établi, mais un autre raid du zeppelin ZX II a lieu le 18 mars 1915, frappant le Fort-Nieulay, les voies de chemin de fer, le boulevard Gambetta ainsi que l'église Notre-Dame dont les vitraux sont pulvérisés.
Un troisième raid suit, le 17 mai 1915, lorsqu’un autre zeppelin lâche ses bombes sur le Fort Nieulay, faisant des victimes. Il est cependant atteint par les avions et regagne péniblement sa base de Maubeuge.
D’autres raids suivront le 28 juillet 1915, le 22 septembre 1916 et le dernier le 17 février 1917. Il y eut au total 71 bombardements.
Calais accueille en 1917-1918 des troupes de passage dans le cadre du commandement d'étapes, élément de l'armée organisant le stationnement de troupes, comprenant souvent des chevaux, pendant un temps plus ou moins long, sur les communes dépendant du commandement, en arrière du front, installé à Coulogne. Ainsi en décembre 1917, une compagnie de 251 Annamites stationne au Petit Courgain.

### Entre-deux-guerres
Pendant l'entre-deux-guerres, Calais se reconstruit et relance son activité : port, industrie du tulle et de la dentelle.
Une trouvaille faite à Calais le 27 avril 1930 défraie la chronique : on a retrouvé dans un grenier un violon d'Antonio Stradivari, autrement dit un Stradivarius.
La gare maritime de Calais, inaugurée en juin 1889 par le président de la République Sadi Carnot, est agrandie et transformée au début de janvier 1932.
En septembre 1934, le navire Dominia pose à travers le pas de Calais le câble téléphonique destiné à relier Calais à Douvres.

### Occupation et bombardements pendant la Seconde Guerre mondiale
Du 22 mai 1940 au 26 mai 1940 a lieu le siège de Calais.

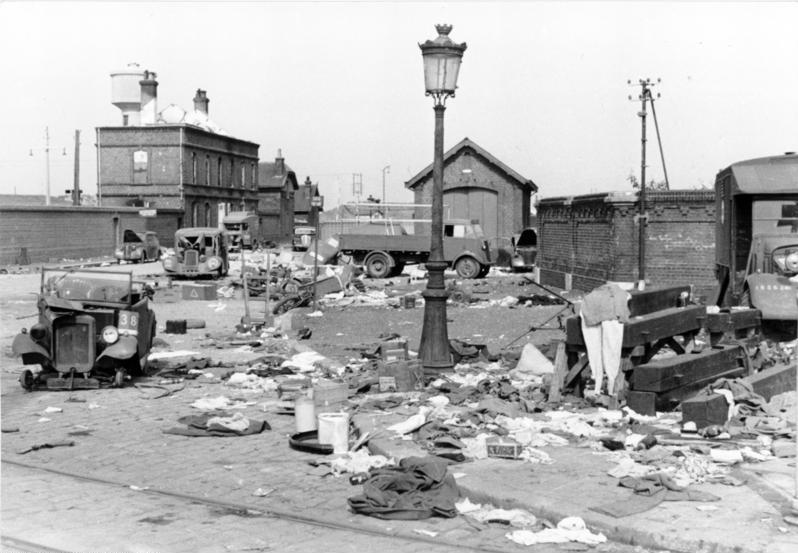
Calais après le siège de la ville.

Après l'invasion de la France par les forces allemandes, la région est administrativement rattachée par le Reich à la Belgique.
À la fin de la guerre, craignant un débarquement des forces alliées à proximité, les autorités allemandes instaurent une zone interdite autour du port. On trouve encore aujourd’hui, à proximité de l’hôtel de ville, un vestige du mur délimitant cette zone. À la suite de la conquête allemande et de la reconquête canadienne, la ville est détruite à 73 % (tout comme ses voisines, Boulogne et Dunkerque, détruites respectivement à 85 et 70 %).
Le 27 février 1945, alors que la ville est déjà libérée par la 3e division d'infanterie canadienne depuis le 30 septembre 1944 (Opération Undergo), Calais subit un dernier et tragique bombardement par les Alliés. Décollant de Vitry-en-Artois, des bombardiers Mitchell du Squadron 226 ont pour mission d'attaquer Dunkerque encore occupée par les forces allemandes et vidée de la plupart de ses habitants depuis octobre 1944. En raison du mauvais temps qui gêne la visibilité, la majorité des appareils font demi-tour. Mais 13 Mitchell, ayant aperçu des maisons entre les nuages, lâchent leur cargaison de 48 bombes vers 17 h 30. Ils sont en réalité au-dessus de Calais, sans le savoir et sans s'étonner de l'absence totale de tirs anti-aériens. On dénombrera officiellement 97 morts et 150 blessés parmi la population. Le maréchal Tedder (R.A.F.) présentera ses excuses officielles au général de Gaulle le 6 mars 1945.

### Calais des Trente Glorieuses à nos jours
Après la guerre, les quartiers détruits au nord de la ville sont reconstruits, malgré l'absence de fonds spécifique de reconstruction (contrairement à d'autres villes comme Dunkerque)[réf. nécessaire], ce qui engendre une reconstruction d'urgence qui marquera l'architecture urbaine de la ville pour plusieurs décennies.
Pendant la deuxième moitié du XXe siècle, le port de Calais conforte sa place de leader du transport transmanche, creusant largement l'écart avec son principal concurrent Boulogne-sur-Mer. L'ouverture du tunnel sous la Manche en 1994 donne une nouvelle dynamique à l'agglomération calaisienne, apportant de nombreux emplois et l'arrivée de nouveaux commerces, comme la Cité Europe, et de nouvelles infrastructures routières (ligne TGV Nord, autoroutes A16 et A26...) censées desservir le tunnel mais aussi l'agglomération de Calais.
Néanmoins, dans le même temps, Calais est bien touchée par la crise économique et la fermeture de nombreuses entreprises. Au début du XXIe siècle, Calais est au premier plan de la crise des réfugiés voulant rejoindre l'Angleterre. De multiples campements de fortune, désignés sous le nom de « jungle de Calais », sont construits et successivement démolis depuis 2002.

## Pour approfondir